# Beziehungen zwischen Estland und den Vereinigten Staaten

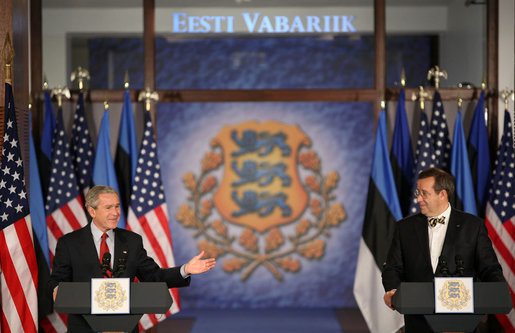
US-Präsident George W. Bush mit dem estnischen Präsidenten Toomas Hendrik Ilves in Tallinn (2006)

Die Beziehungen zwischen Estland und den Vereinigten Staaten sind das zwischenstaatliche Verhältnis zwischen Estland und den Vereinigten Staaten von Amerika (USA). Beide Staaten unterhalten enge diplomatische, militärische und wirtschaftliche Kontakte. Die USA und Estland gelten als starke Verbündete und Partner.
Estland erklärte 1918 erstmals seine Unabhängigkeit, die von den USA am 28. Juli 1922 offiziell anerkannt wurde. Infolge der sowjetischen Besetzung 1940 musste die US-Gesandtschaft in Tallinn schließen; Washington erkannte jedoch die erzwungene Eingliederung Estlands in die Sowjetunion niemals an und betrachtete die estnische Vertretung in den USA weiterhin als legitim. Nach Wiederherstellung der estnischen Souveränität im Jahr 1991 erkannten die USA Estland am 2. September 1991 erneut an und nahmen am 4. September 1991 die diplomatischen Beziehungen wieder auf. Seither haben sich die politischen Beziehungen beider Länder kontinuierlich vertieft. 2004 trat Estland der NATO bei und wurde damit zu einem Bündnispartner der USA.
Auch kulturell bestehen enge Verbindungen. Zahlreiche estnische Künstler sind in den USA präsent; so leitete der estnische Dirigent Neeme Järvi jahrelang amerikanische Orchester (darunter in Detroit und New Jersey), und die Kompositionen von Arvo Pärt finden in den Vereinigten Staaten große Anerkennung. Im Jubiläumsjahr 2018 (100 Jahre Republik Estland) fanden in mehreren US-Städten Ausstellungen, Konzerte und andere Veranstaltungen mit estnischer Beteiligung statt.
Die Verteidigungsbeziehungen sind von einer engen Zusammenarbeit im Rahmen der NATO und bilateral geprägt. Die Streitkräfte beider Länder führen regelmäßig gemeinsame Manöver und Ausbildungsprogramme durch. 2017 unterzeichneten die USA und Estland ein Abkommen über Verteidigungszusammenarbeit, das u. a. den Rechtsstatus von US-Truppen in Estland regelt. Estland beteiligte sich seinerseits an internationalen Militäreinsätzen unter Führung der USA, etwa in Afghanistan und im Irakkrieg.
Bereits Ende des 19. Jahrhunderts bildeten sich erste estnische Gemeinden in den USA. Nach dem Zweiten Weltkrieg flohen viele Esten vor der sowjetischen Besetzung in die Vereinigten Staaten, wodurch eine bedeutende Diaspora entstand. Heute leben schätzungsweise knapp 30.000 US-Amerikaner estnischer Abstammung im Land.
Die wirtschaftlichen Beziehungen umfassen Handel und Investitionen in vergleichsweise kleinem Umfang. Im Jahr 2022 belief sich der bilaterale Warenhandel auf rund 1,8 Milliarden US-Dollar; davon entfielen 405 Millionen auf US-Exporte nach Estland und etwa 1,4 Milliarden auf estnische Exporte in die USA. Die USA gehören damit zu Estlands wichtigsten Handelspartnern außerhalb der EU. Beide Länder haben ein bilaterales Investitionsschutzabkommen abgeschlossen, und verschiedene US-Unternehmen (besonders aus der Technologiebranche) sind in Estland engagiert.
Die Vereinigten Staaten unterhalten eine Botschaft in Tallinn, die 1991 – nach ihrer Schließung 1940 – wieder eröffnet wurde. Estland verfügt über eine Botschaft in Washington, D.C.; die früheren estnischen Generalkonsulate in New York City und San Francisco wurden 2024 aus Kostengründen geschlossen.